# Emma Hamberg
Emma Ina Britta Hamberg, född 18 februari 1971 i Vånga församling i Östergötlands län, är en svensk författare, illustratör, programledare och chefredaktör.

## Biografi
Emma Hamberg växte upp i Öxnered i Vänersborg. Hon gick i gymnasiet i Lidköping. Redan som 13-åring vann hon en serieteckningstävling i Stockholm. Hon har tecknat Singel i stan för Veckorevyn, skrivit böcker som Kärlek & 6 och Linas kvällsbok 1 och 2, varit chefredaktör på Veckorevyn (2000–2001) samt varit programledare för Ketchup i Sveriges Radio P3.
Hamberg var tidigare gift med musikern Agi Lindroth, son till Björn Lindroth och Britt Damberg. Tillsammans har de tre barn – tvillingdöttrar födda 1998 och en dotter född 2004.